# غلة خورموشمي (زيلايي)
غلة خورموشمي (بالفارسية: گله خورموشمی) هي قرية تقع في إيران في قسم زیلایی الريفي. يقدر عدد سكانها بـ 61 نسمة بحسب إحصاء 2016.